# Jean Sautereau
Pour les articles homonymes, voir Sautereau.
Jean Sautereau, né le 2 février 1741 à Epiry (Nièvre), mort le 18 avril 1809 à Bourges (Cher), est un homme politique de la Révolution française.

## Biographie

### Mandat à la Législative
La France devient une monarchie constitutionnelle en application de la constitution du 3 septembre 1791.
Le même mois, Jean Sautereau, alors procureur-syndic de la Nièvre, est élu député du département, le troisième sur sept, à l'Assemblée nationale législative. En avril 1792, il vote pour que les soldats du régiment de Châteauvieux, qui s'étaient mutinés lors de l'affaire de Nancy, soient admis aux honneurs de la séance. En août, il vote en faveur de la mise en accusation du marquis de La Fayette.

### Mandat à la Convention
La monarchie prend fin à l'issue de la journée du 10 août 1792 : les bataillons de fédérés bretons et marseillais et les insurgés des faubourgs de Paris prennent le palais des Tuileries. Louis XVI est destitué et incarcéré à la tour du Temple avec sa famille.
En septembre, Jean Sautereau est réélu député du département de la Nièvre, le premier sur sept, à la Convention nationale. Lors du procès de Louis XVI, il vote la mort, rejette l'appel au peuple mais ne participe pas au dernier scrutin portant sur la question du sursis à l'exécution. En avril 1793, il est absent lors de la mise en accusation de Jean-Paul Marat. En mai, il est également absent lors du scrutin sur le rétablissement de la Commission des Douze.

### Sous le Directoire et le Premier Empire
Il est élu au Conseil des Cinq-Cents, le 23 vendémiaire an IV, comme député de la Seine-Inférieure. Il quitte cette assemblée en l'an VI pour devenir président du tribunal de Nevers, puis en 1800, juge à la cour d'appel de Bourges.

## Sources
1. ↑  Archives parlementaires de 1787 à 1860, Première série, tome 34, p. 39.
2. ↑  Archives parlementaires de 1787 à 1860, Première série, tome 41, séance du 9 avril 1792, p. 408.
3. ↑  Archives parlementaires de 1787 à 1860, Première série, tome 47, séance du 8 août 1792, p. 583.
4. ↑  Archives parlementaires de 1787 à 1860, Première série, tome 52, p. 51.
5. ↑  Froullé, Jacques-François (≈1734-1794), « Liste comparative des cinq appels nominaux. Faits dans les séances des 15, 16, 17, 18 et 19 janvier 1793, sur le procès et le jugement de Louis XVI [...] » , 1793 (consulté le 11 mai 2024)
6. ↑  Archives parlementaires de 1787 à 1860, Première série, tome 62, séance du 13 avril 1793, p. 75.
7. ↑  Archives parlementaires de 1787 à 1860, Première série, tome 65, séance du 28 mai 1793, p. 538.

- « Jean Sautereau », dans Adolphe Robert et Gaston Cougny, Dictionnaire des parlementaires français, Edgar Bourloton, 1889-1891 [détail de l’édition]